# 올림픽 상투메 프린시페 선수단
상투메 프린시페는 7번의 올림피아드 게임에 참가했다. 1996년 애틀랜타 하계 올림픽에 처음으로 모습을 드러냈다. 동계 올림픽에 출전하거나 출전한 적이 없으며 올림피아드에서도 메달을 획득한 적이 없다.
상투메 프린시페 국가 올림픽 위원회는 1979년에 결성되었다. 국제 올림픽 위원회는 1993년에 이를 인정했다.

## 대회별 메달 집계

### 경기별 매달 집계
| 경기                  | 선수          | 금 | 은 | 동 | 합계 | 순위 |
| 1996년 애틀랜타       | 2             | 0  | 0  | 0  | 0    | –    |
| 2000년 시드니         | 2             | 0  | 0  | 0  | 0    | –    |
| 2004년 아테네         | 2             | 0  | 0  | 0  | 0    | –    |
| 2008년 베이징         | 3             | 0  | 0  | 0  | 0    | –    |
| 2012년 런던           | 2             | 0  | 0  | 0  | 0    | –    |
| 2016년 리우데자네이루 | 3             | 0  | 0  | 0  | 0    | –    |
| 2020년 도쿄           | 3             | 0  | 0  | 0  | 0    | –    |
| 2024년 파리           | 미래의 이벤트 |    |    |    |      |      |
| 2028년 로스앤젤레스   | 미래의 이벤트 |    |    |    |      |      |
| 2032년 브리즈번       | 미래의 이벤트 |    |    |    |      |      |
| 합계                  | 합계          | 0  | 0  | 0  | 0    | –    |

## 같이 보기
- 하계 올림픽 참가국 목록
- 동계 올림픽 참가국 목록